# Trofeo Pantalica
El Trofeo Pantalica fue una carrera ciclista italiana disputada en Sicilia. 
Creada en 1975, no se disputó más desde el año 2003. Estaba organizada por RCS Sport, quien organiza entre otras el Giro de Italia. Giuseppe Saronni tiene el récord de victorias con cinco primeros puestos.

## Palmarés

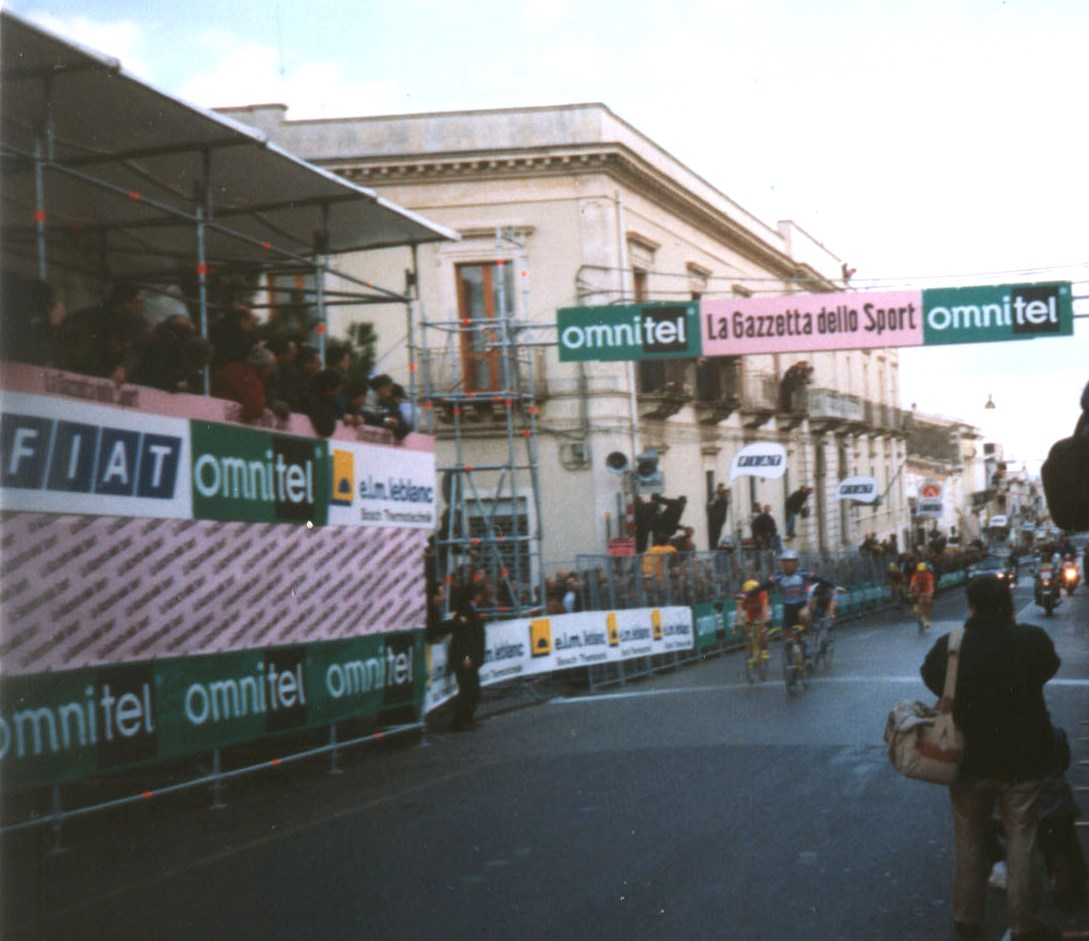
Llegada del Trofeo Pantalica en 1999.

| Año  | Ganador                        | Segundo               | Tercero                  |
| ---- | ------------------------------ | --------------------- | ------------------------ |
| 1975 | Roger De Vlaeminck             | Francesco Moser       | Constantino Conti        |
| 1976 | Francesco Moser                | Roger De Vlaeminck    | Pierino Gavazzi          |
| 1977 | Giuseppe Saronni               | Enrico Paolini        | Wilmo Francioni          |
| 1978 | Giuseppe Saronni               | Wladimiro Panizza     | Knut Knudsen             |
| 1979 | Giovanni Battaglin             | Palmiro Masciarelli   | Gianbattista Baronchelli |
| 1980 | Giuseppe Saronni               | Francesco Moser       | Knut Knudsen             |
| 1981 | Tommy Prim                     | Wladimiro Panizza     | Silvano Contini          |
| 1982 | Giuseppe Saronni               | Pierino Gavazzi       | Mario Beccia             |
| 1983 | Francesco Moser                | Alfredo Chinetti      | Giovanni Mantovani       |
| 1984 | Pierino Gavazzi                | Rudy Pevenage         | Davide Cassani           |
| 1985 | Giuseppe Saronni               | Guido Van Calster     | Johan van der Velde      |
| 1986 | Francesco Cesarini             | Acacio Da Silva       | Francesco Moser          |
| 1987 | Daniele Caroli                 | Franco Chioccioli     | Silvano Contini          |
| 1988 | Steve Bauer                    | Rodolfo Massi         | Camillo Passera          |
| 1989 | Rolf Sørensen                  | Teun van Vliet        | Enrico Galleschi         |
| 1990 | Adriano Baffi                  | Jos Lieckens          | Asiate Saitov            |
| 1991 | Scott Sunderland               | Giorgio Furlan        | Luc Leblanc              |
| 1992 | Dimitri Zdanov                 | Stefano Colagè        | Christophe Manin         |
| 1993 | No se disputó                  | No se disputó         | No se disputó            |
| 1994 | Giorgio Furlan                 | Zbigniew Spruch       | Gianni Bugno             |
| 1995 | Stefano Colagè                 | Adriano Baffi         | Paolo Fornaciari         |
| 1996 | Fabiano Fontanelli             | Alexandre Gontchenkov | Davide Rebellin          |
| 1997 | Michele Coppolillo             | Gabriele Colombo      | Simone Borgheresi        |
| 1998 | Stefano Colagè                 | Massimo Donati        | Andrea Peron             |
| 1999 | Andrea Ferrigato               | Davide Rebellin       | Giuliano Figueras        |
| 2000 | Danilo Di Luca                 | Mirko Celestino       | Davide Rebellin          |
| 2001 | Roberto Petito                 | Sergio Barbero        | Serguei Ivanov           |
| 2002 | Fabio Baldato                  | Massimiliano Gentili  | Giuliano Figueras        |
| 2003 | Miguel Ángel Martín Perdiguero | Enrico Cassani        | Giuliano Figueras        |

## Palmarés por países
| País      | Victorias |
| --------- | --------- |
| Italia    | 21        |
| Bélgica   | 1         |
| Suecia    | 1         |
| Canadá    | 1         |
| Dinamarca | 1         |
| Australia | 1         |
| Rusia     | 1         |
| España    | 1         |